# 15553 Carachang
15553 Carachang è un asteroide della fascia principale. Scoperto nel 2000, presenta un'orbita caratterizzata da un semiasse maggiore pari a 2,2662434 UA e da un'eccentricità di 0,1478559, inclinata di 6,85413° rispetto all'eclittica.